# 上野秀治
上野 秀治（うえの ひではる、昭和24年（1949年）4月14日 - ）は、日本の歴史学者。皇學館大学名誉教授。専門は日本近世史。旧姓松平。

## 人物
宍戸松平家の当主松平圀秀（まつだいら くにひで、徳川圀順の三男）の二男として東京都に生まれる。のち、福井松平家分家の松平永芳（のちに靖國神社宮司）の養子となり、さらに、北白川宮能久親王の第6王子正雄からはじまる元伯爵上野家に入る。妻は李王家出身の元公族桃山虔一の娘・久美。
学習院大学で児玉幸多に師事、徳川林政史研究所・皇學館大学に勤めて、特に大名の生活史、華族制度史を研究テーマとする。武家官位について研究し、また皇學館大学史料編纂所に所蔵される香川敬三文書の解読をすすめる。

## 学歴・職歴
- 昭和47年（1972年）　学習院大学文学部史学科を卒業をする。
- 昭和47年（1972年）　徳川林政史研究所研究員（昭和54年迄）
- 昭和51年（1976年）　聖徳学園短期大学非常勤講師（昭和54年迄）
- 昭和52年（1977年） 学習院大学大学院人文科学研究科博士後期課程史学専攻単位取得満期退学
- 昭和54年（1979年） 皇學館大學文学部常勤講師
- 昭和58年（1983年） 徳川林政史研究所参事（昭和62年迄）
- 昭和59年（1984年） 皇學館大學文学部助教授
- 昭和61年（1986年）　三重短期大学非常勤講師（昭和62年迄）
- 昭和62年（1987年） 徳川林政史研究所参与（平成3年迄）
- 平成元年（1989年）　学習院大学史料館客員研究員
- 平成4年（1992年）　皇學館大學教授に就任。
- 平成5年（1993年）　名城大学法学部非常勤講師（平成6年迄）
- 平成9年（1997年）　放送大学三重地域学習センター非常勤講師（平成10年迄）
- 平成26年（2014年） 放送大学三重学習センター客員教授に就任。
- 平成27年（2015年） 皇學館大学の特別教授となる。

## 著書

### 単著
- 『香川敬三の研究』　私家版　平成4年（1992年）

### 編著
- 『東久世通禧日記』　霞会館　平成7年（1995年）
- 『平成新修旧華族家系大成』　霞会館　平成8年（1996年）
- 『三重県史 資料編 近世2』　三重県　平成15年（2003年）
- 『近世の神宮と地域社会』　岩田書院　平成27年（2015年）

### 共著
- 『四日市市史　近世編』4冊　四日市市　平成3年（1991年）-平成11年（1999年）
- 『三重県の歴史』（稲本紀昭・駒田利治・勝山清次・飯田良一・西川洋と共著）　山川出版社　平成12年（2000年）
- 『伊勢の神宮と式年遷宮』（清水潔・岡田登・多田實道・岡野友彦・松浦光修・谷口裕信・田浦雅徳と共著）　皇學館大学出版部　平成23年（2011年）

### 監修
- バーバラ寺岡『幕末の桑名 近代ニッポンの基礎を築いた桑名のサムライたち』（桑名叢書1）　桑名市教育委員会　平成18年（2006年）

### 報告書
- 『香川敬三の研究』科学研究費補助金（一般研究C）研究成果報告書　平成元年（1989年）-平成3年（1991年）
- 『『岩倉公実記』編纂過程における歴史観の形成』科学研究費補助金（基盤研究C）研究成果報告書　平成13年（2001年）-平成15年（2003年）

### 講演録
- 『大岡越前守忠相』（皇學館大學講演叢書81）　皇學館大學出版部　平成7年（1995年）

### 論文
- 「大名分家の基礎的考察-「内分」分家を中心に」　『徳川林政史研究所研究紀要』（昭和47年度号）　1973年
- 「室賀家史料-北信濃をめぐる戦国文書を中心に（史料紹介）」　「徳川林政史研究所研究紀要」（通号 昭和48年度）　1974年
- 「名家格制についての問題点-官位制を中心に」　『金鯱叢書』創刊号　昭和48年（1974年）
- 「明治初期大名華族の経済基盤-尾張徳川家の家禄収入」　『金鯱叢書』2　昭和49年（1975年）
- 「尾張徳川家の藩債処分について」　『金鯱叢書』3　昭和50年（1976年）
- 「明治初期尾張徳川家の経営内容」　『金鯱叢書』4　昭和51年（1977年）
- 「尾張徳川家の賞典禄収入」　『金鯱叢書』5　昭和52年（1978年）
- 「分与賞典禄の研究」　『学習院史学』14　昭和52年（1978年）
- 「尾張徳川家の分与賞典禄支給状況」　『金鯱叢書』6　昭和53年（1979年）
- 「江戸幕府老中日記の性格について」　『藝林』28-4　昭和53年（1979年）
- 「仙台伊達氏の官位昇進運動について（上）」　「史料」15　昭和53年（1979年）
- 「仙台伊達氏の官位昇進運動について（中）」　「史料」16　昭和53年（1979年）
- 「仙台伊達氏の官位昇進運動について（下）」　「史料」17　昭和53年（1979年）
- 「大名の称する官職名について」　「史料」24　昭和54年（1980年）
- 「尾張徳川家における賞典禄の運用」　『金鯱叢書』8　昭和55年（1981年）
- 「海老江庄右衛門文書について」　「史料」39　昭和55年（1981年）
- 「真田家の幕府老中関係新出史料について」　「史料」49　昭和56年（1982年）
- 「維新前後の香川敬三とその関係文書」　「史料」53　昭和56年（1982年）
- 「江戸幕府老中の勤務実態について-真田幸貫の史料を中心に」　児玉幸多先生古稀記念会編『幕府制度史の研究』所収　吉川弘文館　昭和57年（1983年）
- 「香川敬三の履歴」　「史料」57・58　昭和56年　昭和58年（1983年）
- 「徳川時代の武家の官位」　『歴史公論』10-10　昭和59年（1984年）
- 「幕末の堂上公家の家計に関する一史料」　「史料」72　昭和59年（1984年）
- 「香川敬三と『水戸歴世譚』」　「史料」80　昭和60年（1985年）
- 「分与賞典禄の奉還問題について-尾張徳川家を例に」　『金鯱叢書』12　昭和61年（1986年）
- 「土方雄興日記にみる大名嫡子の生活」　『三重県史研究』2　昭和61年（1986年）
- 「明治四二年の枢密顧問官人事について」　「史料」86　昭和61年（1986年）
- 「明治四〇年代日本女子大学校行啓問題について」　「史料」88　昭和62年（1987年）
- 「近世堂上の方領について」　『日本歴史』465　昭和62年（1987年）
- 「ある菰野藩士の記録-天保・弘化期の竜崎守道の生活」　『地方史研究』209　昭和62年（1987年）
- 「初代華族局長官人事について」　「史料」96　昭和63年（1988年）
- 「日露開戦直後の岩倉具定書簡」　「史料」100　1989年
- 「大名の私的資産に関する一試論」　『皇學館史學』3　1989年
- 「岩倉学習院長後任問題について」　「史料」105　平成2年（1990年）
- 「幕府老中真田幸貫の辞表」　『日本歴史』502　平成2年（1990年）
- 「岩倉具視の贈位と宮中問題」「史料」110　平成2年（1990年）
- 「香川敬三宛岩倉具視書簡（資料紹介）」　『皇學館大学紀要』29　平成3年（1991年）
- 「明治期における東宮妃選定問題」　「史料」115　平成3年（1991年）
- 「続・明治期における東宮妃選定問題」　「史料」121　平成4年（1992年）
- 「明治四四年東伏見宮渡英の随行員について」　「史料」123　平成5年（1993年）
- 「明治四四年東伏見宮渡英の随行員について（承前）」　「史料」125　平成5年（1993年）
- 「香川桜男・静子の写真寄贈」　「史料」125　平成5年（1993年）
- 「明治四十年の『岩倉公実記』市販計画について」　「史料」136　平成7年（1995年）
- 「江戸幕府御内書の基礎的研究」　『学習院大学史料館紀要』8　平成7年（1995年）
- 「徳川慶喜の授爵について」　「史料」146　平成8年（1996年）
- 「戊辰戦功賞典取調べについて」　『金鯱叢書類』23　平成8年（1996年）
- 「明治三〇年代の徳川慶喜（一）」　「史料」163　平成11年（1999年）
- 「明治三〇年代の徳川慶喜（二）」　「史料」164　平成11年（1999年）
- 「明治三〇年代の徳川慶喜（三）」　「史料」165　平成12年（2000年）
- 「明治三〇年代の徳川慶喜（四）」　「史料」169　平成12年（2000年）
- 「明治三〇年代の徳川慶喜（五）」　「史料」171　平成13年（2001年）
- 「明治期の宗族制と安倍氏」　『学習院大学史料館紀要』11　平成13年（2001年）
- 「『岩倉公実記』編纂関係書簡（1）香川敬三関係文書所収」　『皇學館大学文学部紀要』40　平成13年（2001年）
- 「『岩倉公実記』編纂関係書簡（2）香川敬三関係文書所収」　『皇學館大学文学部紀要』41　平成14年（2002年）
- 「近世初期伊勢国四日市代官について」　『四日市市史研究』15　平成14年（2002年）
- 「『岩倉公実記』編纂関係書簡（3）」　『皇學館大学文学部紀要』42　平成15年（2003年）
- 「江戸城登城日をめぐる幕藩関係」　竹内誠編『徳川幕府と巨大都市江戸』所収　東京堂出版　平成15年（2003年）
- 「江戸後期伊勢御師の配札請負に関する一試論」　「史料」196　平成17年（2005年）
- 「『岩倉公実記』編纂過程の研究（上）」　『皇學館史學』20　平成17年（2005年）
- 「『岩倉公実記』編纂関係書簡補遺・編年索引（1）」　『皇學館大学文学部紀要』44　平成18年（2006年）
- 「児玉幸多先生の思い出」　『地方史研究』57-6　2007
- 「香川敬三が見た明治宮廷の欧風化」　「史料」218　2008
- 「三重県における近年の自治体史編纂」　『地方史研究』61-2　2011